# Feliks Tych

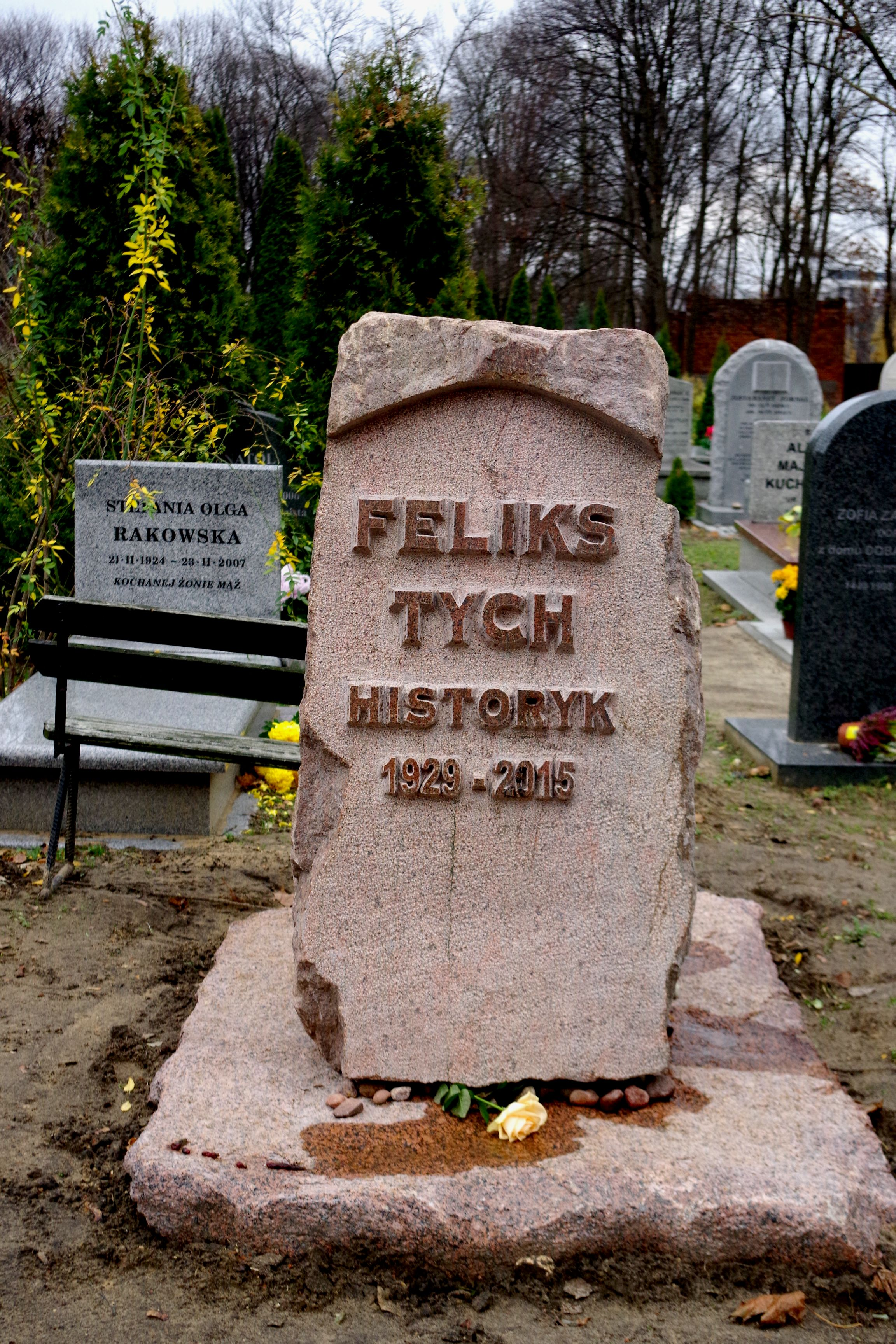
Grób Feliksa Tycha na cmentarzu żydowskim przy ul. Okopowej w Warszawie

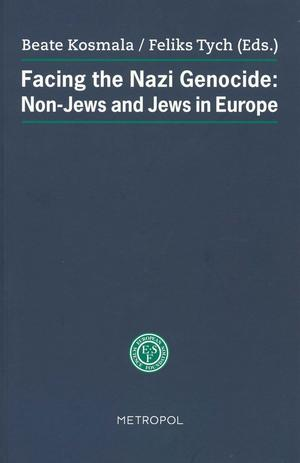
Facing the Nazi genocide (Metropol Verlag, 2004)

Feliks Tych, ur. jako Fiszel Szpiro (ur. 31 lipca 1929 w Warszawie, zm. 16 lutego 2015 tamże) – polski historyk i publicysta, badacz Holokaustu i ruchu robotniczego, biografista, w latach 1995–2006 dyrektor Żydowskiego Instytutu Historycznego.

## Życiorys
Urodził się jako Fiszel Szpiro, syn Abrama Mojżesza Szpira i Estery Chai z domu Szpichler, najmłodszy z dziewięciorga rodzeństwa. 
Dzieciństwo spędził w Radomsku, gdzie jego ojciec posiadał niewielką fabrykę wyrobów metalowych. W okresie jego dzieciństwie rodzina doświadczyła ciężkiej sytuacji materialnej. W wieku kilku lat zapisał się do biblioteki miejscowego oddziału Organizacji Młodzieży Towarzystwa Uniwersytetu Robotniczego. W wieku 6 lat jego starszy brat – Pinkus, zapisał go do szkoły powszechnej. Jakiś czas spędził w Warszawie, gdzie rodzice wysłali go do Kliniki Chorób Dziecięcych w związku z częstymi atakami astmy.
Po wybuchu II wojny światowej, w grudniu 1939 roku, rodzina Szpirów znalazła się w getcie w Radomsku, gdzie zakwaterowano ich w 12–metrowym mieszkaniu na poddaszu drewnianego domu. 31 lipca 1942 roku w getcie zorganizowano mu bar micwę, a we wrześniu tego samego roku, niedługo przed likwidacją getta, opuścił getto i udał się do Warszawy, gdzie po aryjskiej stronie mieszkała jego siostra. Następnie trafił pod opiekę Wandy Koszutskiej (córki Bronisława Koszutskiego), z którą zamieszkał w Miedzeszynie. W tym czasie przyjął nazwisko Feliks Tych, pochodzące od barona von Tycha, antagonisty jednego z dziecięcych komiksów.  W czasie Holokaustu zginęli jego rodzice (zamordowani w obozie zagłady w Treblince) i część rodzeństwa wraz z ich rodzinami.
Jesienią 1944 roku wraz z Koszutską i innymi dziećmi, którymi się opiekowała, trafił do Lublina. W tym czasie poznał Lucynę Berman, wstąpił także do Związku Walki Młodych. W 1945 roku przeniósł się do Łodzi, gdzie spotkał się z ocalałym rodzeństwem. Jako jedyny ocalały członek rodziny pozostał następnie w Polsce. Uczęszczał do Gimnazjum i Liceum im. Tadeusza Kościuszki w Łodzi, gdzie w 1948 roku zdał maturę. Jako licealista angażował się w działalność Związku Walki Młodych, a następnie Związku Młodzieży Polskiej. W 1948 roku należał do Polskiej Partii Robotniczej i od 1948 roku do Polskiej Zjednoczonej Partii Robotniczej.
W 1948 roku rozpoczął studia historyczne na Uniwersytecie Warszawskim, pracę magisterską obronił w 1951 lub 1952 roku. Po ukończeniu studiów otrzymał stypendium na studia podyplomowe na Uniwersytecie Moskiewskim. W 1955 roku doktoryzował się na podstawie pracy na temat rewolucji 1905 roku w Królestwie Polskim. 
W 1956 roku rozpoczął pracę w Instytucie Historii Polskiej Akademii Nauk, gdzie był także członkiem Rady Naukowej Instytutu. Pracował także w Wydziale Historii Partii i Zakładzie Historii Partii przy KC PZPR. W 1959 roku habilitował się na podstawie pracy PPS-Lewica w latach wojny 1914–1918.
W latach 60. XX wieku był rozpracowywany przez Służbę Bezpieczeństwa. W 1968 roku na fali antysemickiej nagonki, będącej efektem wydarzeń marcowych, został zwolniony z pracy w Instytucie Historii PAN. Od 1970 roku profesor nadzwyczajny, a od 1982 roku profesor zwyczajny, w latach 1971–1987 pracował w Centralnym Archiwum Komitetu Centralnego PZPR. 
Od 1990 roku wykładał kolejno na uniwersytetach w Getyndze, Darmstadt, Fryburgu, Zentrum für Antisemitismusforschung Uniwersytetu Technicznego w Berlinie i Franz-Rosenzweig-Gastprofessur Uniwersytetu w Kassel. W 1990 roku został laureatem Austriackiej Nagrody Państwowej im. Victora Adlera.
W 1995 roku Marian Turski przekazał mu propozycję kierowania Żydowskim Instytutem Historycznym, którą następnie przyjął. W 2000 roku, na jego wniosek, Wanda Koszutska została uhonorowana tytułem Sprawiedliwej wśród Narodów Świata.
27 stycznia 2010 roku wygłosił przemówienie okolicznościowe na uroczystym posiedzeniu Bundestagu, w związku z obchodami Międzynarodowego Dnia Pamięci o Ofiarach Holokaustu.
Należał do Komitetu Redakcyjnego Polskiego Słownika Biograficznego, był również wieloletnim redaktorem naczelnym kwartalnika Z Pola Walki (od pierwszego numeru pisma w 1958 do 1971 roku – łącznie przez 54 numery) oraz Słownika biograficznego działaczy polskiego ruchu robotniczego. Był członkiem zarządu Stowarzyszenia Żydowski Instytut Historyczny w Polsce i członkiem Rady Muzeum Historii Żydów Polskich.
Był żonaty z Lucyną, córką Jakuba Bermana, z którą miał jednego syna. Zmarł w Warszawie. 20 lutego 2015 roku został pochowany na cmentarzu żydowskim przy ulicy Okopowej.

## Publikacje
Był autorem 5 monografii i 26 tomów publikacji źródłowych. Część z nich ukazała się w przekładach zagranicą (Niemcy, Francja, Włochy, Hiszpania, Japonia). Autor ponad 300 prac naukowych ogłoszonych w periodykach naukowych oraz edycjach materiałów konferencyjnych w Polsce i za granicą.
Wybrane prace z dziedziny historii ruchu robotniczego:
- 1963: Problematyka wydawnictw źródłowych z zakresu historii najnowszej
- 1976: Czwarte powstanie czy pierwsza rewolucja. Lata 1905–1907 na ziemiach polskich
- 1981: Działalność pierwszych organizacji robotniczych w Żyrardowie
- 1982: Druga Międzynarodówka (1889-1914) wobec kwestii narodowej
- 1982: Socjalistyczna irredenta. Szkice z dziejów polskiego ruchu robotniczego pod zaborami
- 1983: Encyklopedystyka ruchu robotniczego (historia, stan obecny, perspektywy)
- 1983: Szkic programu Polskiej Partii Socjalistycznej (maj 1893)
- 1985: W osiemdziesiątą rocznicę rewolucji 1905-1907
- 1985: Stan źródeł do dziejów polskiego ruchu robotniczego. Materiały sympozjum zorganizowanego przez Centralne Archiwum KC PZPR 18.II.1983
- 1986: Historia ruchu a historia jego uczestników. Kilka uwag
- 1990: Rok 1905 (W cyklu „Dzieje Narodu i Państwa Polskiego”)

Wybrane prace z dziedziny historii Holokaustu:
- 1999: Długi cień zagłady. Szkice historyczne
- 2011: Monika Adamczyk-Garbowska i Feliks Tych (red.): Następstwa zagłady Żydów. Polska 1944-2010

## Odznaczenia i nagrody
- Krzyż Kawalerski Orderu Odrodzenia Polski
- Złoty Krzyż Zasługi
- Medal im. Ludwika Waryńskiego (1988)[26]
- Nagroda „Trybuny Ludu” (zespołowa) dla kolegium Archiwum Ruchu Robotniczego (1983)[27]
- Nagroda "Trybuny Ludu" (zespołowa) za edycję listów Kazimierza Kelles-Krauza (1985)[28]